# Heilig-Geist-Kirche (Hanau)

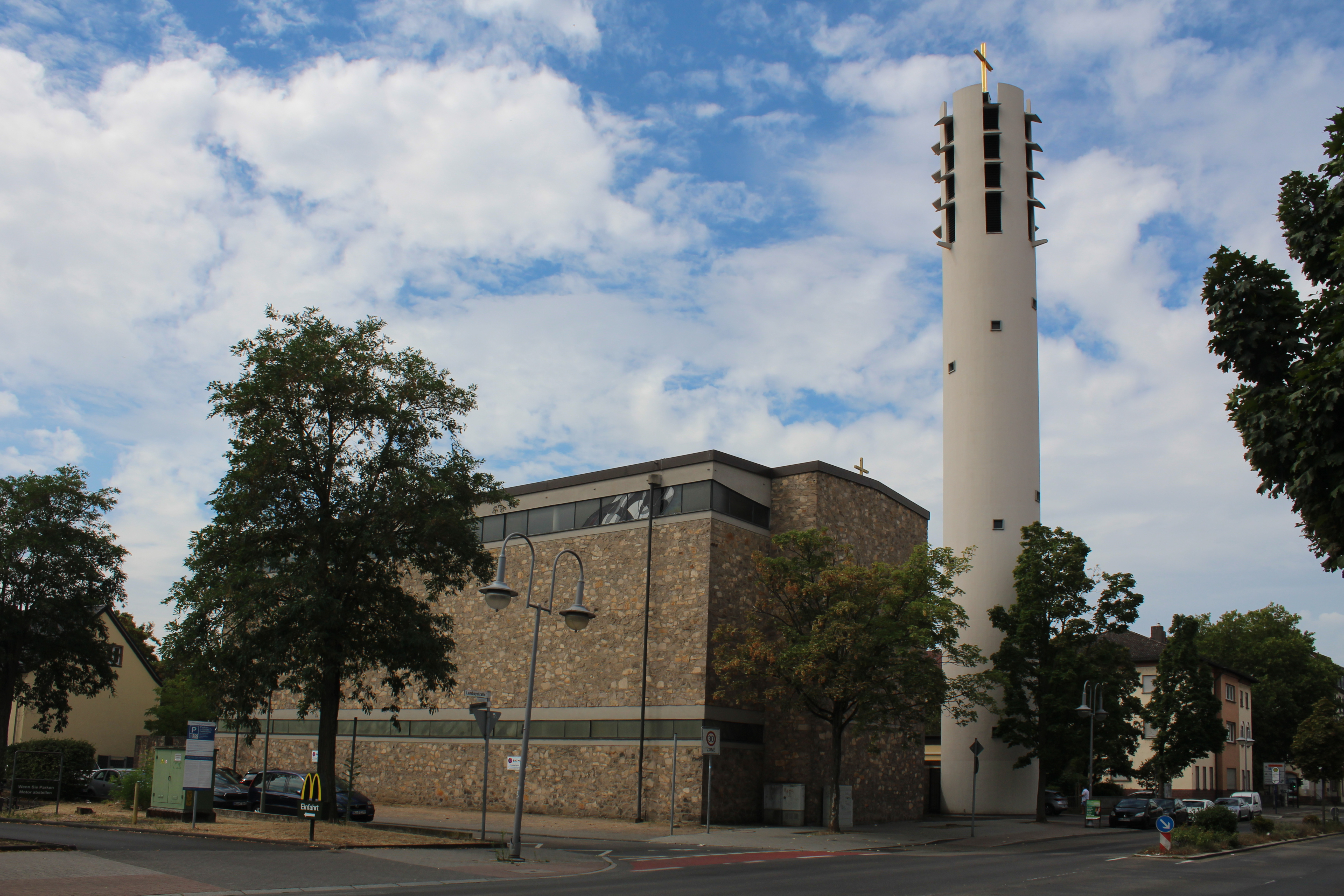
Heilig-Geist-Kirche von Osten

Die Heilig-Geist-Kirche ist eine römisch-katholische Filialkirche im Hanauer Stadtteil Lamboy. Die Gemeinde gehört zur Pfarrei St. Klara und Franziskus (Hanau) im Bistum Fulda.

## Geschichte
Mit dem Zuzug von Vertriebenen aus den deutschen Ostgebieten nach dem Zweiten Weltkrieg ergab sich schnell der Bedarf nach einer römisch-katholischen Kirche im noch jungen Stadtteil Lamboy – neben der bereits wenige Jahre zuvor in diesem Stadtteil entstandenen evangelischen Kirchengemeinde, die nur wenige Jahre später in unmittelbarer Nachbarschaft die heutige Kreuzkirche errichtete.
Die Heilig-Geist-Kirche entstand demgegenüber bereits in den Jahren 1961 bis 1962 auf einem Grundstück unmittelbar an der Hauptverkehrsachse, der Lamboystraße. Architekt war Johannes Krahn, der auch viele andere Kirchen baute.
Das Gebäude ist heute ein Kulturdenkmal aufgrund des Hessischen Denkmalschutzgesetzes.

## Gebäude
Architektonisch wirkt die Kirche von außen als kubischer Beton- und Bruchsteinbau ohne jegliche Verzierungen, lediglich zwei Fensterbänder an der Oberkante und in Höhe der Traufe sowie ein Vorsprung an der Vorderseite schmücken das Gebäude. Der Eingang befindet sich an der Westseite des Gebäudes. Eine Hofmauer trennt den im Grundriss runden Kirchturm und die Sakristei vom umgebenden Stadtteil. Die Kirche sollte so als heiliger Ort abgegrenzt werden. Umgeben ist die Kirche neben der erwähnten Hauptverkehrsachse von einem Schnellrestaurant sowie Schlichtwohnungen der 1950er-Jahre. Westlich der Kirche befindet sich das Gemeindehaus mit einem römisch-katholischen Kindergarten.
Das rechteckige Schiff des Gebäudes füllen – zuungunsten von Gängen und Freiflächen – auffallend viele Holzbänke. Im vorderen Teil befindet sich eine Apsis, die auch den Altar aufnimmt. Rückwärtig ragen in voller Höhe Wände in den Raum hinein und trennen einen Kubus ab, auf dessen unteren Stufen der Chor Platz finden – deren Betonplatte auf halber Höhe aber die Orgel tragen sollte. Diese Anordnung wurde mit dem Einbau der endgültigen Orgel 2021 obsolet. Alle Wände des Raums leben von dem Wechselspiel zwischen Beton und darin eingelegten Sandsteinbrocken, der Boden besteht aus Schwarzschieferplatten. Auffällig sind des Weiteren die prägnanten, kräftig getönten Farbglasfenster in den beiden Fensterbändern.

## Orgel

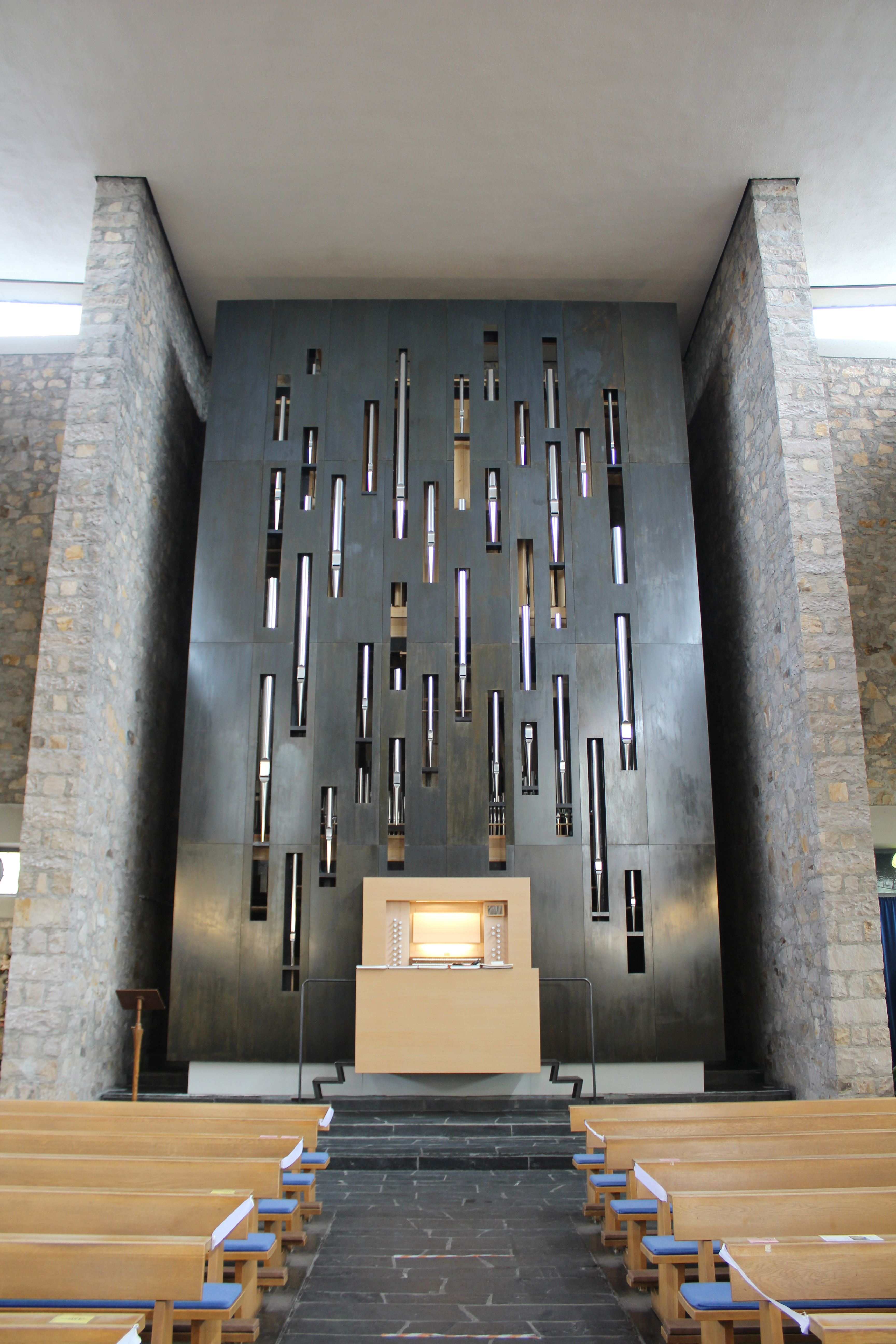
Weimbs-Orgel von 2021

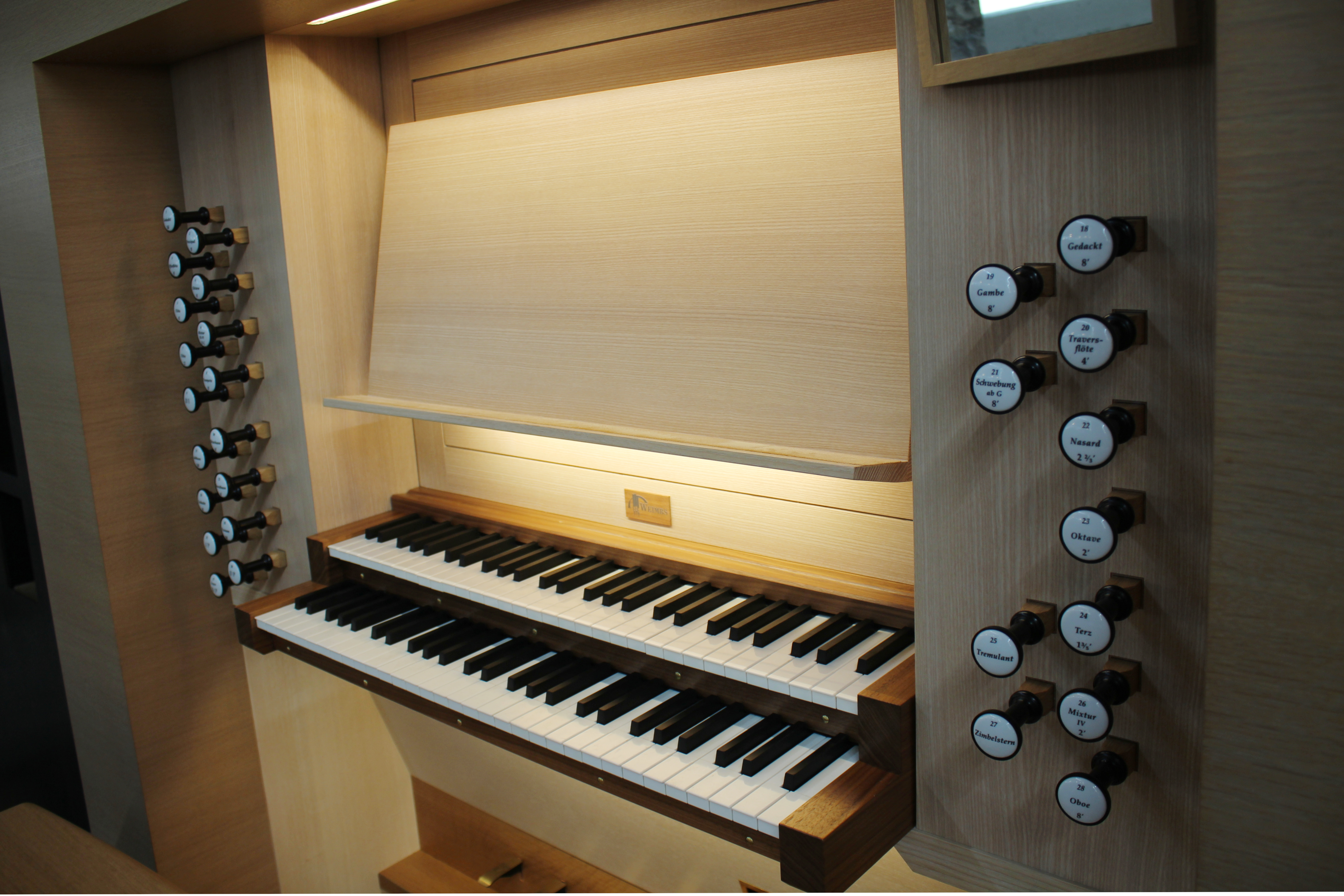
Spieltisch der Orgel

Bis zum Einbau der gegenwärtigen Orgel bediente sich die Gemeinde mehr als 50 Jahre lang eines vierregistrigen Positivs auf der Betonempore der rückwärtigen Kubus. Für die Ausschreibung des Orgelneubaus ersann das Bistum Fulda aufgrund der ausgeprägten, künstlerisch anspruchsvollen Architektur des Gebäudes einen erweiterten Wettbewerb: Durch Los wurde jeder teilnehmenden Orgelbauwerkstätte ein Architekturbüro zugeteilt, mit dem zusammen sie eine Lösung erarbeiten sollte. Aus dem Wettbewerb ging 2016 das Konzept des Tandems Weimbs Orgelbau (Hellental) und HHS Planer + Architekten (Kassel) als Sieger hervor. Die Auftragserteilung erfolgte 2018.
Der Prospekt der 2021 als Opus 353 fertiggestellten und eingeweihten Weimbs-Orgel füllt den rückwärtigen Kubus des Kirchenschiffs fast vollflächig mit einer Front aus gewalzten, miteinander verschweißten Schwarzblechplatten aus. In diese sind in unregelmäßigen Abständen senkrechte Schlitze gefräst, durch die zinnerne Orgelpfeifen hervorscheinen. Die Spielanlage sowie die Umkleidung der Orgelbank sind aus Eschenholz gefertigt und „hängen“ etwas oberhalb des abgestuften Chorraumbodens. Für die „einmalige Harmonie von Architektur und Orgelprospekt“ erhielt die Orgelbauwerkstätte 2021 den Rheinland Genial Award der Metropolregion Rheinland zuerkannt.
Das Instrument hat Schleifladen mit mechanischer Spiel- und Registertraktur. Seine 22 Register verteilen sich auf zwei Manuale und Pedal in folgender Disposition:
| I Hauptwerk C–g3 |                |       |
| 1.               | Gedackt        | 16′   |
| 2.               | Prinzipal      | 8′    |
| 3.               | Offenflöte     | 8′    |
| 4.               | Oktave         | 4′    |
| 5.               | Flöte          | 4′    |
| 6.               | Flöte          | 2′    |
| 7.               | Mixtur III–IV0 | 1 ⁄3′ |
| 8.               | Trompete       | 8′    |

| II Schwellwerk C–g3 |                   |        |
| 9.                  | Gambe             | 8′     |
| 10.                 | Gedackt           | 8′     |
| 11.                 | Schwebung (ab G)0 | 8′     |
| 12.                 | Traversflöte      | 4′     |
| 13.                 | Nasard            | 2 ⁄3′  |
| 14.                 | Oktave            | 2′     |
| 15.                 | Terz              | 1 3⁄5′ |
| 16.                 | Mixtur IV         | 2′     |
| 17.                 | Oboe              | 8′     |
|                     | Tremulant         |        |

| Pedal C–f1 |             |     |
| 18.        | Subbass     | 16′ |
| 19.        | Oktavbass   | 8′  |
| 20.        | Gedackt     | 8′  |
| 21.        | Choralbass0 | 4′  |
| 22.        | Posaune     | 16′ |

- Koppeln:
  - Normalkoppeln II/I, I/P, II/P
  - Superoktavkoppel II/P
- Spielhilfen: Zimbelstern (zweimal 36 Klangstäbe)